# ジュノー国際空港
ジュノー国際空港（英語:Juneau International Airport、ロシア語:Международный аэропорт Джуно）はアメリカ合衆国アラスカ州の州都であるジュノー市街から北西に11kmの地点にある公共空港。アラスカ航空が多くの路線を運航しているほか、この地域での荷物や人の移動など大きな役割を担っている。

## 空港施設

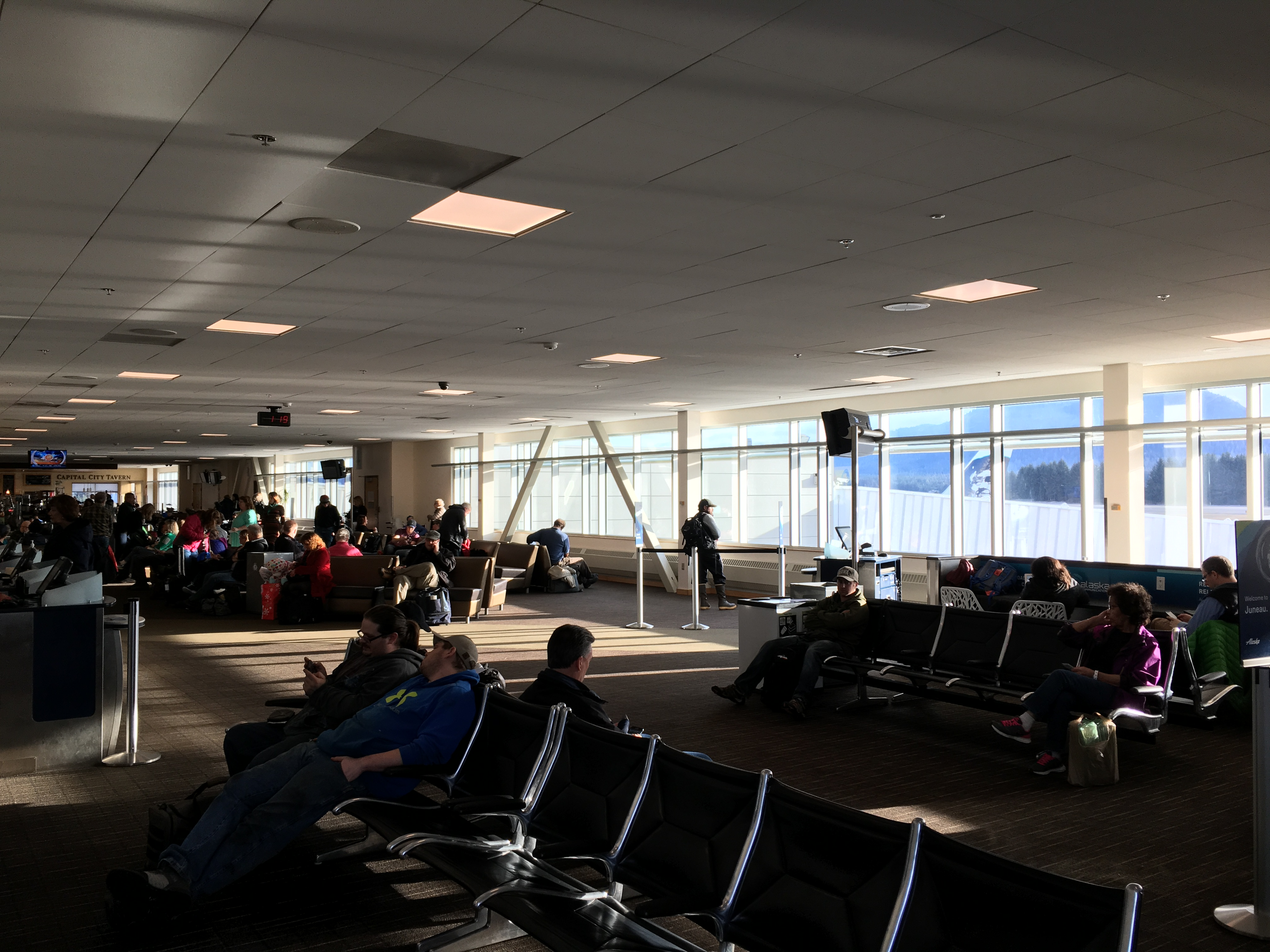
メイン旅客ターミナル

ジュノー国際空港の面積は268ヘクタール（2.64㎢）で、海抜は25フィート（8メートル）。アスファルト舗装の8/26滑走路一本（2,700 x 46 m）のほか、水上機が離着陸できる8W/26W着水帯が滑走路に平行する形で設けられている(1,402 x 46 m)。
2017年12月31日までの12ヶ月間の空港利用は離着陸108,885回。一日平均298回。内訳は79パーセントがエアタクシー、12%がゼネラル・アビエーション、8%が定期航空便、1%未満が軍用機となっている。またジュノー国際空港を拠点とする275機の航空機のうち、87%が単発プロペラ機、1%が双発以上のプロペラ機。10%がヘリコプター、1%が軍用機、そしてジェット機が1%未満である。

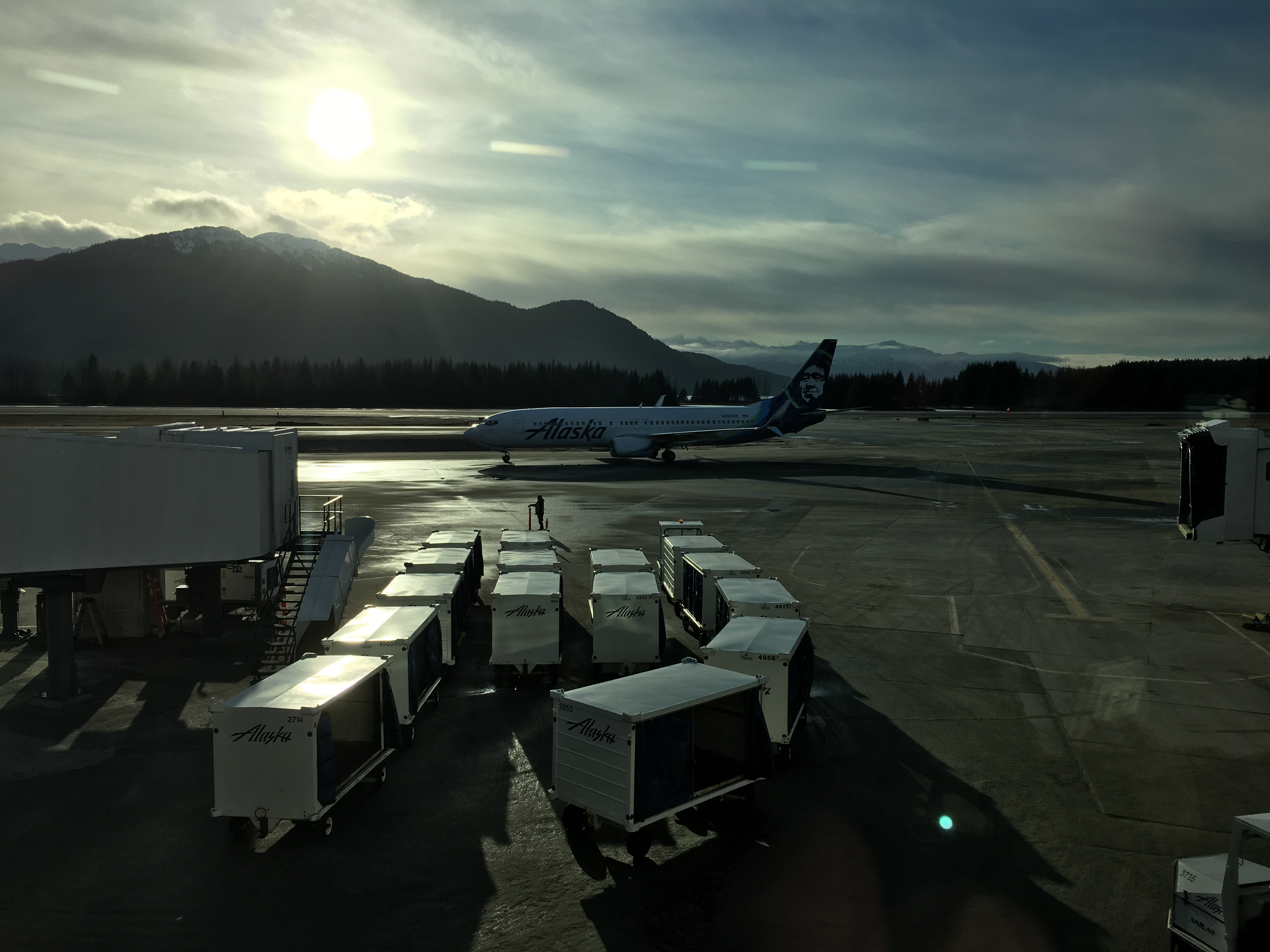
アラスカ航空のボーイング737-800。空港ターミナルにタキシング中

## 立地と安全
アラスカ州南東部は非常に険しい地形が多く、空港を建設することができるような平らな土地はとても貴重なものであった。現在ジュノー国際空港があるのはこうした限られた土地のうちの一ヶ所であるが、同時に多様な生態系をもつ重要な地域でもあり、さまざまな植物や小動物、鳥類のほかにもアメリカグマや数種類のサケ、そしてアメリカ合衆国の国鳥であるハクトウワシも生息していた。最初にこの地に滑走路が敷設されたのは1930年代であるが当時は環境調査などは行われず、また限られたエリアに空港の施設すべてを建設しなければならないためにガスティノー海峡の一部を浚渫するなどしていた。現在でも、アラスカ・マリン・ハイウェイやインサイド・パッセージと呼ばれるアレキサンダー諸島周辺を走る貨物船の航路を除くと、航空機が外部からジュノーへ行くことができる唯一の方法である。このため空港ではシアトルやアンカレッジといった大都市との航空便をはじめヘリコプターや水上機による周辺域への航空機も多く発着しており、過去には小規模な空港でたくさんの交通量を扱うジュノー国際空港の安全性が問題視されたこともあった。この指摘を受けた空港は、「旅客ターミナルを大幅に改良し以後20年の旅客増に対応させる」「空港での安全性を高めるために除雪装置を充実させ充分なスペースを確保する」「滑走路の両端を延長することで滑走路のセーフティエリアを広げ誘導路をアメリカ連邦航空局が定めた基準に適合させる」という3つのプロジェクトを始動させた。

## 就航航空会社
| 航空会社                         | 就航地                                                                                         |
| -------------------------------- | ---------------------------------------------------------------------------------------------- |
| アラスカ航空                     | アンカレッジ、コルドバ、グスターヴォ、ケチカン、ピータースバーグ、シアトル、シトカ、ヤクタット |
| アラスカ・シープレイン・サービス | アングーン、エルフィン・コーブ、ペリカン、テナキースプリングス                                 |
| ウォード・エア                   | チャタム、ファンター・ベイ                                                                     |
| ウィング・オブ・アラスカ         | エクスカーションインレット、グスターヴォ、ヘインズ、フーナー、ケイク                           |

## 歴史
第二次世界大戦中、ジュノー飛行場はアメリカ陸軍航空軍によって、アリューシャンに設けられた軍事拠点と本土の飛行場を結ぶ中継基地として用いられた。また、航空輸送軍団によって使用され、ノームのマークス陸軍飛行場経由でソ連にレンドリースされる航空機が飛ぶのを円滑化した。